# Giovanni Lapentti
Giovanni Lapentti (Guayaquil, 25 de Janeiro de 1983) é um tenista profissional equatoriano, irmão do também tenista Nicolas Lapentti.
Giovanni Lapentti seguiu os passo do irmão e também se tornou tenista, campeão em duplas do Aberto da França, em 2001, profissionalizando no ano seguinte em 2002. Porem não conseguiu furar o Top 100 da ATP, sendo apenas o N. 110, seus ápices na carreira estão em participar de dois Grand Slam, caindo em ambos na primeira rodada, mas suas façanhas são na Copa Davis, representando a Equipe Equatoriana de Copa Davis, ele e seu irmão são a espinha dorsal da equipe conquistando vitórias expressivas na Davis, sobre a Grã-Bretanha em Julho de 2000, e o Brasil em 2009, com resultados na casa do adversário.